# Georgskathedrale (Zaxo)
Die Georgskathedrale oder Mar Gorgis (arabisch كاتدرائية مار كوركيس) ist eine Kirche in der irakischen Stadt Zaxo, die im Jahre 1911 geweiht wurde. Sie ist die Kathedrale des Bistums Zaxo der Chaldäisch-katholischen Kirche.

## Standort
Die Chaldäisch-katholische Georgskathedrale steht auf 440 m Meereshöhe im Christlichen Viertel (منطقة النصارى) im älteren Teil von Zaxo, aber westlich der Flussinsel im Xabûr an der Westseite der Straße Gondikî, etwa 50 m östlich der Kirche der Jungfrau Maria, rund 300 m nördlich der Hauptstraße Ibrahim Chalil (Îbrahim Xelîl), etwa 6 km östlich des Grenzübergangs Ibrahim Chalil (Îbrahim Xelîl) in die Türkei und rund 30 km östlich des Flusses Tigris, der dort die Grenze zum östlichsten Zipfel Syriens bildet.

## Geschichte
Alle Kirchen Zaxos sind neueren Datums, und drei von ihnen gehören der Chaldäisch-katholischen Kirche: Die Georgskathedrale (Mar Gorgis) im Christenviertel (Nasara), die Kirche der Jungfrau Maria (Mariam al Adra) im Viertel Abassia und die Kirche des Heiligen Herzens im Viertel Bidar. Die chaldäische Georgskathedrale wurde 1911 unter dem Bischof Jeremie-Timothee Makdassi für das bereits 1850 gegründete Bistum Zaxo errichtet. Seitdem wurde die Kathedrale mehrfach renoviert und durch Anbauten ergänzt. Das Ergebnis war schließlich eine fünfschiffige Kirche.

## Architektur
Die chaldäische Georgskathedrale von Zaxo ist eine symmetrische fünfschiffige Basilika. Man gelangt in die Kirche durch zwei Türen unter Arkaden an der Nordseite. Davor steht der dreistöckige Glockenturm mit quadratischem Querschnitt. Das Gebäude ist mit einem terrassenförmigen Dach gedeckt. Das Hauptschiff und die daran nördlich und südlich anschließenden Seitenschiffe sind von 1911 und haben über sich rundbogige Gewölbe.  Diese beiden älteren Seitenschiffe werden vom Hauptschiff durch dicke halbkreisförmige Bögen getrennt, die auf drei Paar frei stehenden zylindrischen Pfeilern aus Mossuler Marmor ruhen. Die später hinzugefügten äußeren Seitenschiffe im Norden und Süden werden von Säulen getragen. Über der rundbogigen Königlichen Tür zum Heiligtum befindet sich ein altes assyrisches Kreuz. Der Hochaltar ist aus Marmor. Im südlichen Seitenschiff befinden sich die Gräber von acht Bischöfen des chaldäischen Bistum Zaxo. Die Georgskathedrale ist von einer äußeren Mauer umgeben. Vom Eingangsportal kommend auf der linken Seite befindet sich eine Nachbildung der Grotte Unserer Lieben Frau von Lourdes.

## Heiligenfest
Das Fest des Heiligen Georg wird am 24. April begangen, wobei die gesamte Gemeinde ein Festmahl hat.

## Bistum und Bischof
Die Chaldäisch-katholische Georgskathedrale ist Sitz des 1850 errichteten, von 2013 bis 2020 nach Amadiyah eingegliederten, dann aber wieder errichteten chaldäisch-katholischen Bistums Zaxo (Dioecesis Zachuensis). Im Jahre 2010 hatte das Bistum Zaxo 12.555 Gläubige in 10 Pfarreien mit 14 Priestern. Seit dem 27. Juni 2020 ist der am 19. Januar 1975 in Karamless geborene Felix Dawood Al Shabi Zaxoer Erzbischof.